# Stockmühle (Creußen)
Stockmühle (oberfränkisch: Stuckml oder Stockml) ist ein Gemeindeteil der Stadt Creußen im Landkreis Bayreuth (Oberfranken, Bayern). Die Gemarkung Stockmühle hat eine Fläche von 0,062 km². Sie ist in 20 Flurstücke aufgeteilt, die eine durchschnittliche Flurstücksfläche von 3079,96 m² haben.

## Lage
Die Einöde liegt am Schwarzbach, einem rechten Zufluss des Roten Mains. Ein Anliegerweg führt nach Althaidhof (0,2 km südwestlich).

## Geschichte
1495 wurde ein „Heinz Stockmüllner“ urkundlich erwähnt. Dies ist zugleich der erste indirekte Hinweis auf den Ort, der 1496 als „Stockmuel“ explizit erwähnt wird. Das Bestimmungswort ist Stock in der Bedeutung Baumstumpf oder Grenzpfahl. In der Fraisch unterstand der Ort dem brandenburg-bayreuthischen Kasten- und Stadtvogteiamt Creußen. Von 1791/92 bis 1810 waren das preußische Justiz- und Kammeramt Pegnitz die übergeordneten Institutionen. Danach kam die gesamte Region an das Königreich Bayern.
Mit dem Gemeindeedikt (frühes 19. Jahrhundert) wurde Stockmühle dem Steuerdistrikt Creußen und der Ruralgemeinde Bühl zugewiesen. Im Rahmen der Gebietsreform in Bayern wurde Stockmühle am 1. Januar 1972 in die Stadt Creußen eingegliedert.